# Nesodynerus acoelogaster
Nesodynerus acoelogaster är en stekelart som först beskrevs av Perkins.  Nesodynerus acoelogaster ingår i släktet Nesodynerus och familjen Eumenidae. Inga underarter finns listade i Catalogue of Life.